# Driss Guerraoui
Pour les articles homonymes, voir Guerraoui.

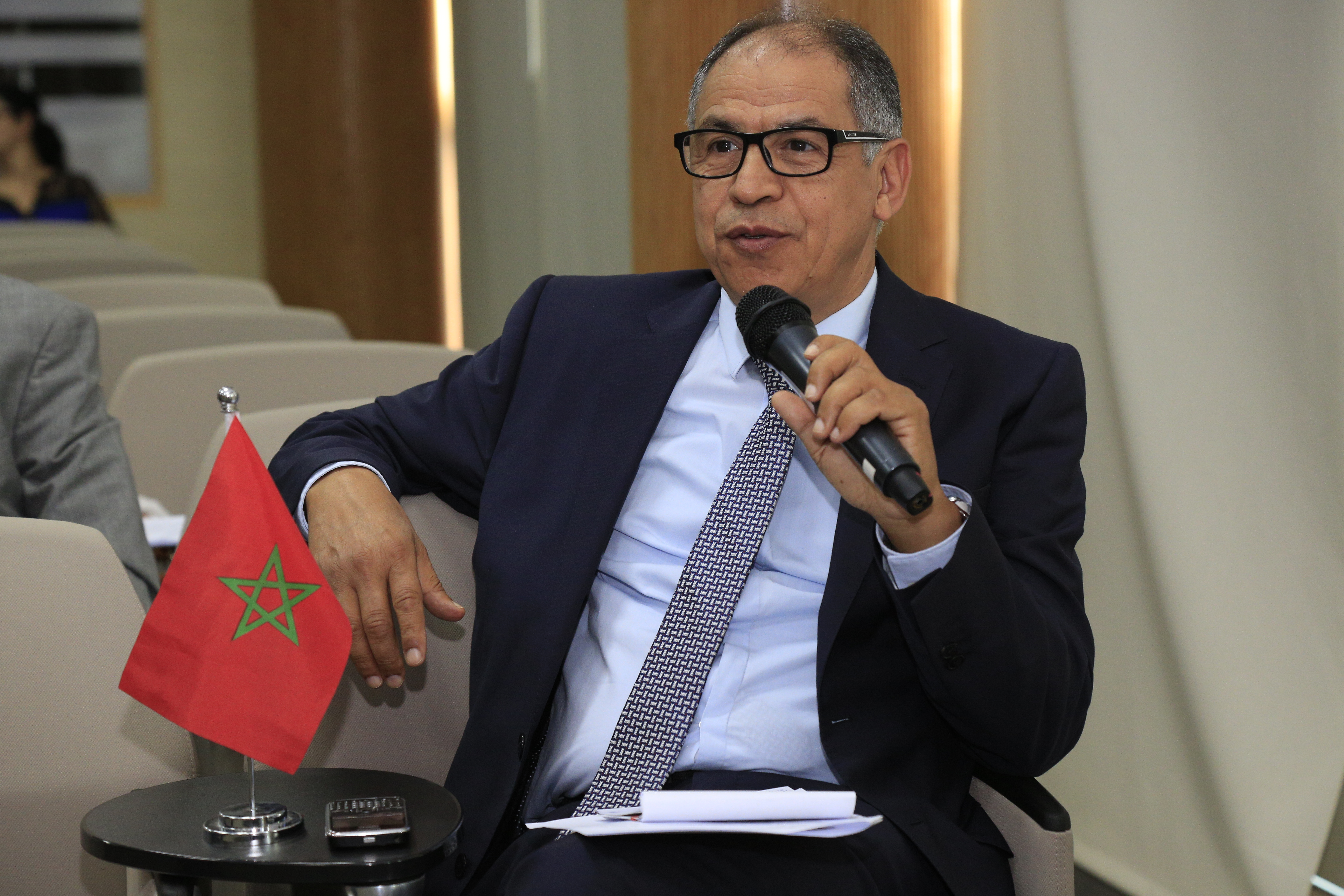
Driss Guerraoui

Driss Guerraoui, né le 12 décembre 1952 à Kénitra, est un économiste marocain expert des questions sociales.
Il a été secrétaire général du Conseil économique, social et environnemental du Maroc (CESE) du 21 février 2011 au 17 novembre 2018 et Président du Conseil de la Concurrence du 17 novembre 2018 au 22 mars 2021.

## Biographie

### Formation
Driss Guerraoui a obtenu, en 1982, un doctorat d’État en sciences économiques à l’université Lumières Lyon 2 (France).

### Carrière

#### Enseignant
Driss Guerraoui a enseigné dans plusieurs universités notamment à l’université de Fès (1982-1998), à l'École centrale de Lyon (1980-1982), à l'Institut national des sciences appliquées de Lyon (1980-1982), à l'université Lumière Lyon II (1978-1982) et en tant que professeur invité auprès de plusieurs universités étrangères. Il exerce actuellement à l'université Mohammed V de Rabat-Agdal.

#### Actions publiques
De 1991 à 1998, il est membre du secrétariat général du Conseil national de la jeunesse et de l'avenir.
Il est également membre du conseil d’administration du Conseil international d’action sociale-président de la région MENA, membre fondateur et vice-président de l’Association marocaine d’intelligence économique et Vice-président de l’Association internationale francophone de l’intelligence économique.
En mars 1998, Guerraoui est nommé au poste de Conseiller du Premier ministre chargé des questions sociales. Il occupe cette fonction sous les gouvernements de Maître Abderehman El Youssoufi, Monssieur Driss Jetou et Maître Abass El Fassi.
En février 2011, le Roi Mohammed VI le nomme secrétaire général du Conseil économique, social et environnemental du Maroc(CESE).
En février 2017, Driss Guerraoui a été fait docteur honoris causa de l'École de commerce de Lyon, en signe de reconnaissance pour ses travaux et actions.
En septembre 2017, Driss Guerraoui est élu membre de l'Académie des sciences du Portugal devenant ainsi le premier Marocain à intégrer cette institution.
En novembre 2018, le roi Mohammed VI nomme Driss Guerraoui président du conseil de la Concurrence marocain,, une fonction qui prendra fin le 22 Mars 2021.
En décembre 2024, le Consortium Stratégique des Professionnels de l’Intelligence (SCIP) a décerné au professeur Driss Guerraoui le Prix international du leadership en intelligence économique, au titre de l’année 2024, indique l’Université ouverte de Dakhla dans un communiqué,,.

### Vie privée
Il est marié et père de deux enfants[réf. nécessaire].

## Publications
- Agriculture et développement au Maroc, Paris, Publisud, coll. « sciences économiques », 1986, 231 p. (ISBN 2-86600-242-3)
- Les paysans, quel avenir ?, Éditions Maghrébines, 1986.
- Enjeux agricoles, Éditions le Fennec, 1991, avec N. Akesbi.
- Initiation pratique à recherche, 1991, en arabe et en français.
- L'économie marocaine, mutations et enjeux, Éditions Maghrébines, 1996, en arabe.
- Stratégies de privatisation : Comparaison Maghreb-Europe, Paris, Éditions L'Harmattan, 1996, 324 p. (ISBN 9981-880-30-2)
- Les investissements directs étrangers : facteurs d'attractivité et de localisation : comparaison Maghreb, Europe, Amérique latine, Asie, Paris, Éditions L'Harmattan, coll. « Connaissance économique », 1997, 304 p. (ISBN 9981-880-47-7)
- Les grands défis économiques de la Méditerranée (version italienne, Jaka book,  1998, version espagnole, CIDOB, 1999 et version française, Edisud, 2000).
- Le Maroc et l’avenir, réflexion sur l’économie et la société, Éditions Toubkal, 1999, en arabe.
- Le devenir du service public : Comparaison France-Maroc, Paris, Éditions L'Harmattan, 1999, 344 p. (ISBN 2-7384-6952-3)
- Les grands défis économiques de la Méditerranée, Édisud, coll. « Encyclopédie de la Méditerranée », 2001 (ISBN 978-2-7449-0238-3)
- Économies émergentes et politiques de promotion de la PME : Expériences comparées, Paris, Éditions L'Harmattan, 2002, 360 p. (ISBN 2-7475-0930-3)
- Intelligence économique et veille stratégique : Défis et stratégies pour les économies émergentes, Paris, Éditions L'Harmattan, 2005, 280 p. (ISBN 2-7475-9096-8)
- (es) La imagen de España en Marruecos [« L’image de l’Espagne au Maroc »], Barcelone, Edicions Bellaterra, coll. « Interrogar la Actualidad. Dinámicas Interculturales », 2005, 221 p. (ISBN 978-84-87072-58-1)
- Le Maroc des jeunes, L’Harmattan, 2006, avec N. Affaya.
- L'Afrique vue par ses jeunes : Le chaos et l'espoir, Paris, Éditions L'Harmattan, 2008, 196 p. (ISBN 978-2-296-03595-9, lire en ligne)
- L'élite économique marocaine : Étude sur la nouvelle génération d'entrepreneurs, Paris, Éditions L'Harmattan, 2009, 263 p. (ISBN 978-2-296-08077-5)
- Compétitivité et accumulation de compétences dans la mondialisation : Comparaisons internationales, Paris, Éditions L'Harmattan, coll. « Questions contemporaines », 2010, 424 p. (ISBN 978-2-296-10313-9)
- Intelligence territoriale et développement régional par l'entreprise : Expériences internationales comparées, Paris, Éditions L'Harmattan, 2012, 488 p. (ISBN 978-2-296-55743-7)
- Les jeunes et l'engagement : Désenchantement et espoir, Paris, Éditions L'Harmattan, 2013, 192 p. (ISBN 978-2-336-00049-7)
- Intégrations régionales et prospective des territoires : Comparaisons internationales, Paris, Éditions L'Harmattan, coll. « Questions contemporaines », 2015, 376 p. (ISBN 978-2-336-30553-0)
- Al Tanmia (en arabe), Centre Culturel du Livre, 2018